# Inguiniel
Inguiniel település Franciaországban, Morbihan megyében. Lakosainak száma 2196 fő (2022. január 1.). Inguiniel Lignol, Persquen, Bubry, Lanvaudan, Plouay, Berné és Kernascléden községekkel határos.

## Népesség
A település népességének változása:
| Lakosok száma | 2309 | 2030 | 1968 | 2011 | 2094 | 2140 | 2158 | 2185 | 2193 | 2196 |
|               | 1968 | 1982 | 1990 | 2006 | 2013 | 2015 | 2017 | 2019 | 2020 | 2022 |